# Riksstallmästare
Riksstallmästaren var en ämbetsman i Sverige med ansvar för konungens stall och för stuteriväsendet i riket. Ämbetet omnämndes i 1634 års regeringsform (§ 20) som en av de lägre riksämbetsmännen, men fanns även tidigare. Ämbetet avskaffades år 1680 av Karl XI, men återupplivades av Gustaf III 1772-1778.

## Lista över riksstallmästare
Listan är ofullständig.
- Klas Horn, 1612-
- Axel Gustafsson Banér, 1624-
- Bengt Bengtsson Oxenstierna, 1634-
- Hans Wachtmeister af Björkö, 1644-
- Clas Tott, 1654-
- Gustaf Adam Banér , 1664-1666
- Johan Gabriel Stenbock, 1667-
- Anders Torstenson, 1668-
- Adam Horn af Ekebyholm